# Karl Georg von Hoym

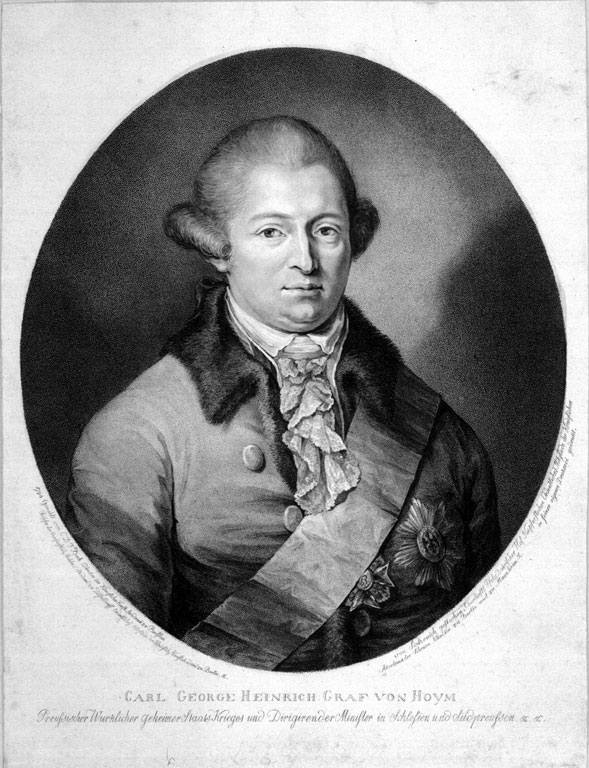
Karl Georg von Hoym

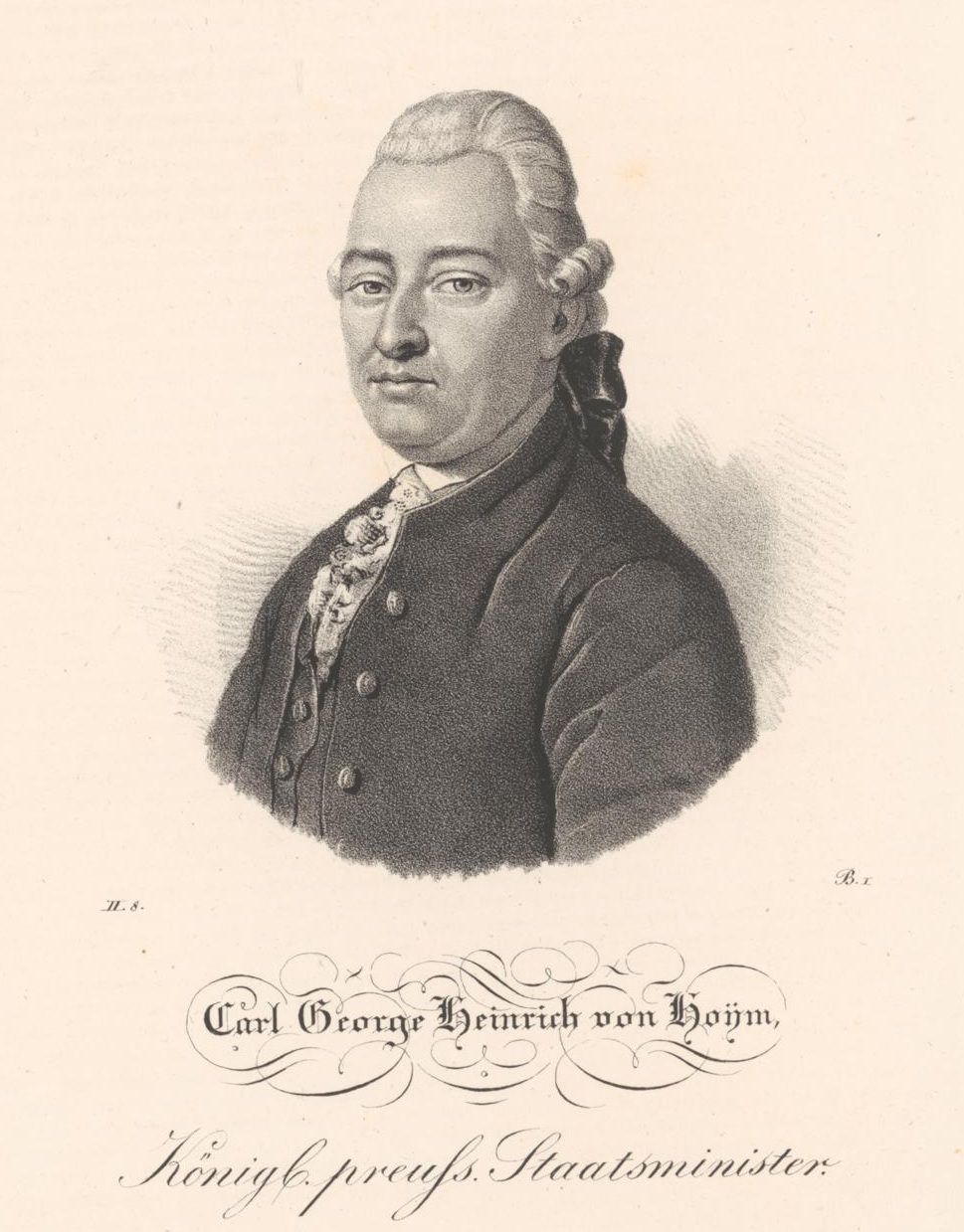
Karl Georg von Hoym, Lithographie von Heinrich Wilhelm Teichgräber

Karl Georg von Hoym um 1780

Karl Georg Heinrich Graf von Hoym (* 20. August 1739 in Poblotz im Landkreis Stolp in Hinterpommern; † 26. Oktober 1807 in Dyhernfurth in Schlesien) war ein preußischer Staatsmann.

## Herkunft
Karl Georg Heinrich von Hoym wurde 1739 als Sohn von Hans Bogislaws von Hoym, Erbherr auf Poblotz, und dessen Frau Auguste Henriette, geborene von Wobeser (1716–1742), einer Tochter des Neumärkischen Kammerpräsidenten Peter Heinrich von Wobeser (1683–1753), geboren. Sein Vater, damals preußischer Lieutenant, war bereits 1741 in der Schlacht bei Mollwitz im Ersten Schlesischen Krieg gefallen. Ein Jahr später verstarb auch die Mutter. Von Hoym wurde daraufhin von Heinrich Graf von Podewils aufgenommen und mit dessen Söhnen aufgezogen.

## Leben und Werk
Nach dem Besuch des Collegium Fridericianum in Königsberg begann von Hoym 1758 ein Jura-Studium an der Universität in Frankfurt an der Oder. Er verlor das Interesse an dem Studium und versuchte mehrere Sprachen zu erlernen. Im Juli 1761 trat er als Fahnenjunker in das Kürassierregiment von Gustav Albrecht von Schlabrendorf in Breslau ein. Von Schlabrendorf riet von Hoym allerdings „wegen seines schwächlichen Aussehens“ zum Abschied und empfahl ihn seinem Bruder, dem dirigierenden Minister Ernst Wilhelm von Schlabrendorf. Von diesem wurde von Hoym am 8. August 1761 als Auskultator an der Breslauer Kriegs- und Domänenkammer angestellt.
Nach relativ kurzer Zeit wurde er am 29. April 1762 zum Kriegs- und Domänenrat ernannt. Im März 1767 wurde er Geheimrat und zweiter Kammerdirektor. Im selben Jahr heiratete er Antonie Louise Freiin von Dyhern und Schönau (1745–1820). 1768 lernte ihn Friedrich der Große selbst kennen und ernannte ihn 1769 zum Regierungspräsidenten in Kleve und 1770 zum dirigierenden Minister in Schlesien, um welches sich Hoym sehr verdient machte.
Hoym trat 1771 der Freimaurerloge „Aux trois Sequelettes“ in Breslau bei. Spätestens 1785 hatte er den Meistergrad.
Friedrich Wilhelm II. verlieh ihm 1786 die Grafenwürde und betraute ihn 1793 auch noch mit der Verwaltung des neu erworbenen Südpreußen. Hier gab Hoym durch bürokratischen Despotismus sowie schlechte Verwaltung, Selbstbereicherung und Verschleuderung des Staatsguts großen Anstoß und veranlasste so das Schwarze Buch von Hans von Held.
Ab 1796 war er Inhaber der Dompropstei Kucklow in Hinterpommern. Ihr vorheriger Inhaber, der preußische Generalfeldmarschall Wichard von Möllendorff, hatte sie ihm mit Genehmigung des Königs übertragen.
Nach dem Tilsiter Frieden wurde Hoym in den Ruhestand versetzt und starb am 26. Oktober 1807 auf seiner Besitzung in Dyhernfurt bei Breslau.

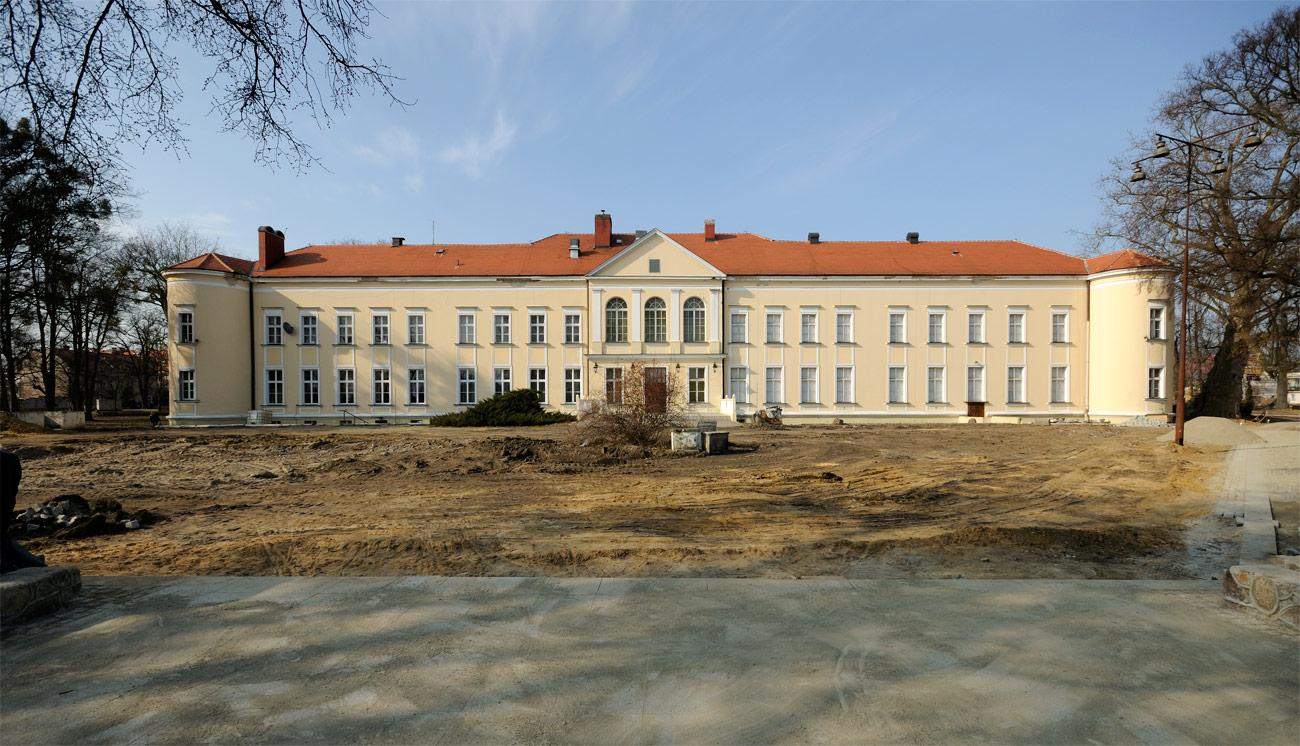
Schloss Dyhernfurth in Dyhernfurth, Niederschlesien
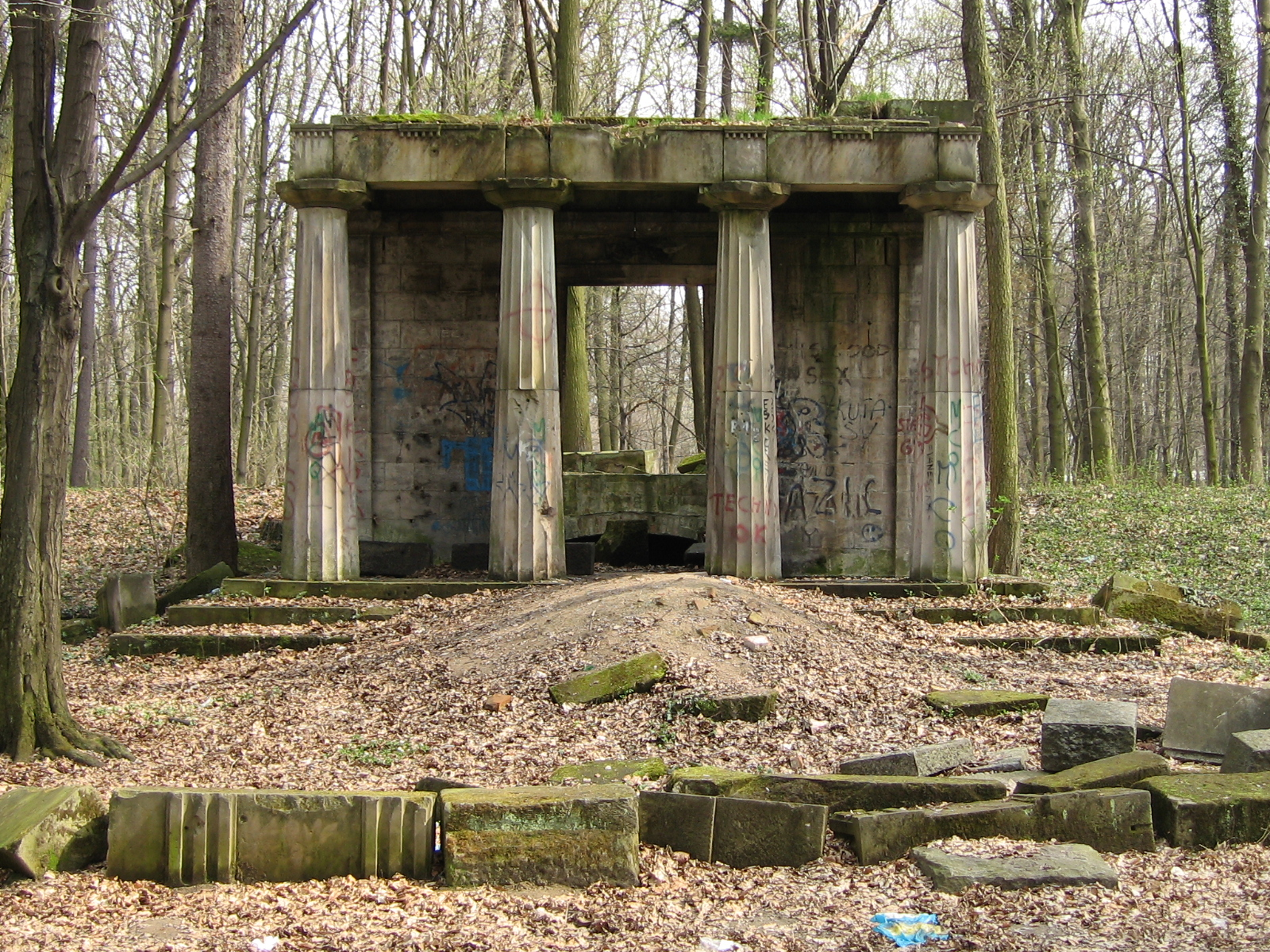
Mausoleum in Dyhernfurth

## Familie
Er heiratete 1767 die Freiin Antonie Louise von Dyhern und Schönau (1745–1820), eine Tochter des Hofmarschall und Kammerdirektors in Oels Freiherr Anton Ulrich von Dyhrn († 1768) und der Freiin Sophie Caroline von Crausen. Seine Frau war auch Erbin von Dyhernfurth. Das Paar hatte zwei Töchter:
- Antoinette Wilhelmine Caroline Katharine (* 17. Juli 1768; † 27. November 1799) ⚭ 1788 Graf Joachim Alexander Kasimir von Maltzan, Freiherr zu Wartenberg und Penzlin (* 24. Juni 1764: † 2. Juli 1850), Sohn von Joachim Carl von Maltzan
- Friederike Sophie Amalie Henriette (* 22. März 1770; † 27. Januar 1832) ⚭ 1791 Hans Gottlieb Baron von Stosch auf Löwen (seit 6. Juli 1798 preußischer Graf)

## Persönlichkeiten, die mit ihm in Kontakt standen
- Friedrich Gotthelf Benjamin Schmieder (1770–1838), ab 1804 auf Hoyms Angebot hin Rektor des Königlichen Gymnasiums in Brieg